# ポテコ

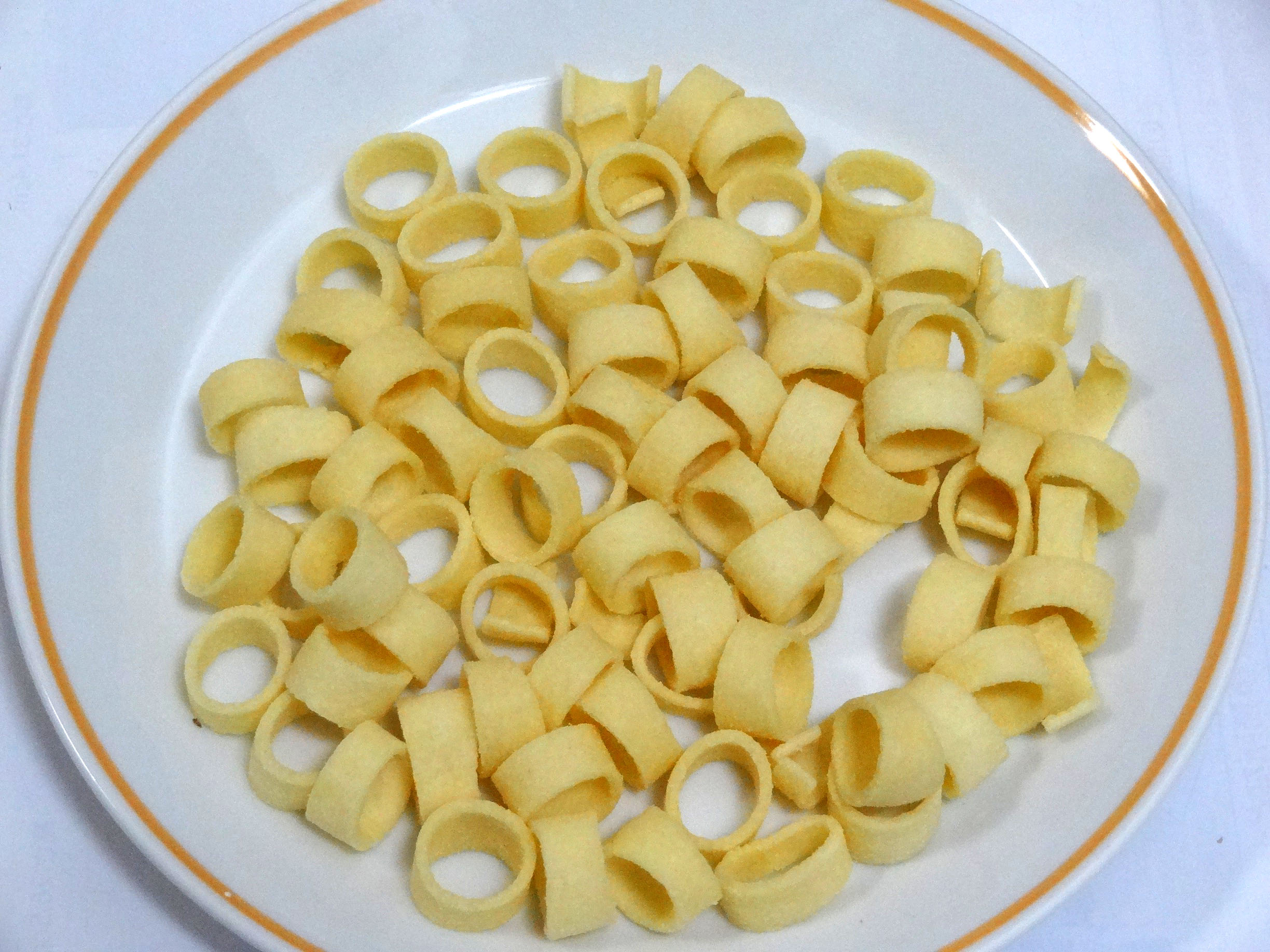
日本の菓子メーカー、東ハトが販売するポテコ（うましお味）

ポテコは東ハトが製造販売するスナック菓子。ジャガイモが主な原料で、生地をリング状に仕立て植物油で揚げて作られている。1973年から販売されており、何回もリニューアルされている。2006年4月のリニューアルでは元プロサッカー選手で、東ハトCBOの中田英寿もこれに参加した。

## 商品カタログ
こつぶポテコシリーズはコンビニエンスストア先行発売。
- ポテコ・うましお味
- メガポテコ・バーベキュー味
- ポテコ・うましお味（限定復刻デザイン）
- ポテコ・しおバター味
- こつぶポテコ・コクうましお味
- こつぶポテコ・コクしょうゆ味

おさつポテコ（秋）など季節限定の物も発売されている。

## トリビア
ポテコの姉妹品になげわ（1973年から発売）があるが、東日本ではなげわを販売している店はあまり多くなく、ポテコの方が知名度は高い。一方、西日本ではどちらも店頭に置かれており、よく知られている。